# Dubbele penetratie

Een dubbele penetratie (DP) is een seksuele handeling waarbij iemand gelijktijdig tweemaal seksueel gepenetreerd wordt. De penetratie vindt plaats door een penis in erectie of een seksspeeltje.

## Varianten
Er zijn drie varianten mogelijk van een dubbele penetratie.
1. Gelijktijdig wordt een vrouw in zowel haar vagina als anus gepenetreerd. Deze variant heet ook wel sandwich.
2. Dubbele vaginale penetratie. Gelijktijdig wordt een vrouw tweemaal gepenetreerd in haar vagina.
3. Dubbele anale penetratie. Gelijktijdig wordt een vrouw of man tweemaal gepenetreerd in de anus.

Een dubbele penetratie kan plaatsvinden met twee penissen, maar ook met andere voorwerpen, zoals seksspeeltjes of een combinatie daarvan.
Met een dubbele dildo is het ook mogelijk om een dubbele penetratie met een enkel seksspeeltje te realiseren.